# From Italy's Shores
From Italy's Shores é um curta-metragem mudo do gênero comédia, dirigido por Otis Turner produzido nos Estados Unidos e lançado em 1915.